# Kanton Mallco Rancho
Der Kanton Mallco Rancho ist ein Gemeindebezirk im Departamento Cochabamba im südamerikanischen Anden-Staat Bolivien.

## Lage im Nahraum
Der Cantón Mallco Rancho ist einer von drei Kantonen in dem Landkreis (bolivianisch: Municipio) Sipe Sipe in der Provinz Quillacollo. Der Kanton liegt im westlichen Teil Boliviens, er grenzt im Nordwesten an das Municipio Vinto, im Südwesten und Süden an den Kanton Sipe Sipe, und im Osten und Nordosten an das Municipio Quillacollo.
Der Kanton erstreckt sich zwischen etwa 17° 24' und 17° 26' südlicher Breite und 66° 19' und 66° 23' westlicher Länge, er misst von Norden nach Süden bis zu sechs Kilometer, von Westen nach Osten bis zu acht Kilometer. In dem Kanton gibt es zwölf Gemeinden, zentraler Ort ist die Ortschaft Mallco Rancho im südwestlichen Teil des Kantons mit 1.919 Einwohnern, die mittlere Höhe des Kantons ist 2560 m.

## Geographie
Der Kanton Mallco Rancho liegt im Übergangsbereich zwischen der Anden-Gebirgskette der Cordillera Central und dem bolivianischen Tiefland.
Die mittlere Durchschnittstemperatur der Region liegt bei etwa 18 °C (siehe Klimadiagramm Cochabamba) und schwankt nur unwesentlich zwischen 14 °C im Juni/Juli und 20 °C im Oktober/November. Der Jahresniederschlag beträgt nur rund 450 mm, bei einer ausgeprägten Trockenzeit von Mai bis September mit Monatsniederschlägen unter 10 mm, und einer Feuchtezeit von Dezember bis Februar mit 90 bis 120 mm Monatsniederschlag.

## Bevölkerung
Die Einwohnerzahl in dem Kanton ist in den vergangenen beiden Jahrzehnten auf mehr als das Zehnfache angestiegen:
| Jahr | Einwohner | Quelle       |
| ---- | --------- | ------------ |
| 1992 | 875       | Volkszählung |
| 2001 | 8 238     | Volkszählung |
| 2012 | 12 405    | Volkszählung |

## Ortschaften im Kanton
- Mallco Rancho 1919 Einw.
- Coachaca Chico 1782 Einw.
- Mallco Chapi 1776 Einw.
- Vinto Chico 1711 Einw.
- Huañacahua 1598 Einw.
- Sauce Rancho 1574 Einw.
- Payacollo 1127 Einw.

## Gliederung
Der Cantón Mallco Rancho untergliedert sich in zehn Subkantone (vicecantones).